# Peter, Paul and Mary
A Peter, Paul and Mary amerikai folkzenei együttes volt 1961–1970, majd 1978–2009 között. 1961-ben alakultak meg New Yorkban, az amerikai folkzene reneszánszának idején.

## Pályafutásuk
Az együttest Albert Grossman impresszárió alapította. Egy folkzenei csapatot úgy akart létrehozni, hogy legyen köztük „egy magas, szőke” (Travers), egy „furcsa srác” (Stookey) meg egy „jóképű” (Yarrow).
Az együttes első fellépése 1961-ben volt a The Bitter Endben, a New York-i Greenwich Village-i kávézóban, ami népszerű helye volt az új folkzenészek meghallgatásának.
A következő évben felvették a bemutatkozó albumukat (Peter, Paul and Mary). Az album tíz hónapig volt a Billboard Magazine top 10-ben, és több mint három évig a top 100-ban. 1963-ra három nagylemezt készítettek. Kiadták bombasikerű Puff, the Magic Dragon című dalukat, amelyet Yarrow írt (1958). Ugyancsak slágerük volt az If I Had a Hammer Pete Seegertől, amelyet elénekeltek a March on Washington for Jobs and Freedom rendezvényen, ahol Martin Luther King elmondta örökre híres I Have a Dream kezdetű beszédét.
A következő években az együttes a polgárjogi mozgalom egyik legismertebb képviselője lett. Legnagyobb sikerük Bob Dylan Blowin' in the Wind című dala volt, amely a nemzetközi listákon is tarolt. A Warner Bros. Records egyetlen kislemeze sem kelt még el ilyen gyorsan. Ezután repertoárjukon Bob Dylan számos '68-as tiltakozó dala szerepelt.
Későbbi nagy sikerű slágerüket, a Leaving on a Jet Plane-t az akkor még ismeretlen John Denver írta. Később a tagok szólókarrierrel próbálkoztak, de egyikük sem érte el a korábbi sikereket. 1978-ban egy jótékonysági koncertre jöttek össze, hogy tiltakozzanak a nukleáris energia hadipari használata ellen, aztán a trió még számos új albumot adott ki.
Mary Traversnél 2004-ben leukémiát diagnosztizáltak és 2009. szeptember 16-án meghalt.
Peter Yarrow 2025. január 7-én hunyt el.

## Diszkográfia

### Albumok
- Peter, Paul and Mary (1962)
- Moving  (1963)
- In the Wind (1963)
- A Song Will Rise (1964)
- See What Tomorrow Brings (1965)
- The Peter, Paul and Mary Album (1966)
- Album 1700 (1967)
- Late Again (1968)
- Peter, Paul and Mommy (1969)
- Reunion (1978)
- No Easy Walk To Freedom (1986)
- Flowers and Stones (1990)
- LifeLines (1995)
- In These Times (2003)

### Kislemezek
- Big Boat / Tiny Sparrow (1962)
- If I Had a Hammer (The Hammer Song) / Gone the Rainbow (1962)
- Lemon Tree / Early in the Morning (1962)
- A-Soalin' / High-A-Bye (1963)
- Blowin' in the Wind / Flora (1963)
- Don't Think Twice, It's All Right / Autumn to May (1963)
- Puff / Pretty Mary (1963)
- Settle Down (Goin' Down That Highway) / 500 Miles (1963)
- Stewball / The Cruel War (1963)
- Tell It on the Mountain / Old Coat (1964)
- Oh, Rock My Soul (Part I) / Oh, Rock My Soul (Part II) (1964)
- Early Morning Rain / The Rising of the Moon (1965)
- For Lovin' Me / Monday Morning (1965)
- San Francisco Bay Blues / Come and Go With Me (1965)
- The Times They Are a Changin' / When the Ship Comes In (1965)
- When the Ship Comes In / The Times They Are a Changin' (1965)
- For Baby (For Bobby) / Hurry Sundown (1966)
- Hurry Sundown / Sometime Lovin' (1966)
- The Cruel War / Mon Vrai Destin (1966)
- The Other Side of This Life / Sometime Lovin' (1966)
- Where Have All the Flowers Gone (1966)
- I Dig Rock and Roll Music / The Great Mandella (1967)
- Too Much of Nothing / The House Song (1967)
- Apologize / I Shall Be Released (1968)
- Eugene McCarthy for President (If You Love Your Country) / If You Love Your Country (1968)
- Day Is Done / Make Believe Town (1969)
- Leaving on a Jet Plane / The House Song (1969)
- Best of Friends / Forever Young (1978)
- Like the First Time / Best of Friends (1978)
- Vaya Con Dios / Mr. Sandman (1984)

## Díjak
- 1999: Vocal Group Hall of Fame(wd)
- 2006: Songwriters Hall of Fame
- Ötször nyerték el a Grammy-díjat és tizenhatszor voltak a jelöltjei.